# William Blackstone
Sir William Blackstone (Cheapside, 1723. július 10. –‎ Wallingford, 1780. február 14.) angol jogász, író volt.

## Élete
Charles Blackstone kereskedő utószülött fiaként született. Tizenkét éves korában édesanyja is meghalt. Ezután Blackstone-t bátyja tartotta el. Charterhouse-ban ahol iskolaelső lett és aranyérmet nyert, majd Pembroke Hall-ban, Oxfordban tanult. 1741-ben kezdett jogot tanulni, 1745-ben végezte el a jogi kart, és a következő évben kezdte meg ügyvédi karrierjét. Jogi karrierje először messze volt a sikerestől: bár 1749-ben Wallingford jegyzője lett, csak kétszer említik a nevét a bírósági jegyzőkönyvek: 1746-ban és 1760-ban. Ezeket az éveket főleg Oxfordban töltötte, mint Pembroke pénztárosa. 1758-ban ő lett az egyetem első oktatója, aki angol jogot tanított. Mint ügyvéd, mint oktató, és mint parlamenti képviselő ( 1761-től 1769-ig ), Blackstone ugyanazoktól a hiányosságoktól szenvedett – rossz szónok volt, és, ahogy Jeremy Bentham – aki akkoriban hallgatója volt – mondta, „formális volt, pedáns, affektáló és hideg”. 1761-ben – abban az évben, amikor feleségül vette Sarah Clitheroe-t – királyi tanácsos lett, 1763-ban államügyész-helyettes is. 1766-ban mondkét tisztségéről lemondott, és 1770-ben kinevezték bírónak. Bíróként jól, de észrevétlenül működött. Mivel túlsúlyos volt és lusta, hamar megöregedett és ötvenhat éves korában elhunyt, özvegye és kilenc gyereke maradt utána.

## Művei
Hírneve főleg a Kommentárok ( Commentaries ) című művén alapul, de érdekesek a versei is, amiket szorgalmasan gyűjtött, de sose adták ki egy kötetben. Ahogy G. P. MacDonnell megjegyezte, a világ nem sokat vesztett, hogy nem ismerte meg Blackstone verseit, mert „erőltetettek és dagályosak”.
A híres Kommentárok mérföldkő az angol jogban, bár – Jefferson kifogásai ellenére – nagyobb hatással volt az amerikai alkotmányra, mint az angolra. Ahogy Daniel Boorstin megjegyezte, Blackstone, mivel 18. századi természettudományos, vallási, esztétikai, filozófiai eszméket is felhasznált, a jogot konzervatív és rejtélyes rendszerré tette. Stílusának eleganciáját viszont még Bentham is, aki nagy ellenlábasa volt, elismerte. Blackstone nem volt eredeti gondolkodó, „csaknem a ridegségig konzervatív volt”, és Jefferson szerint „a jogtudományt teljesen kiforgatta”, de még Jefferson is elismerte, hogy a Kommentárok nagyszerű stílusban íródott.
Főbb művei: An Analysis of The Law of England (1754); Commentaries on the Laws of England (1762); Tracts Chiefly Relating to the Antiquities and the Laws of England (1771)